# Szürkefejű császárlégykapó
A szürkefejű császárlégykapó (Monarcha cinerascens) a madarak osztályának verébalakúak rendjébe, és a császárlégykapó-félék családjába tartozó faj.

## Rendszerezése
A fajt Coenraad Jacob Temminck holland zoológus írta le 1827-ben, a Drymophila nembe Drymophila cinerascens néven.

## Alfajai
- Monarcha cinerascens commutatus (Bruggemann, 1876) - Sangir, Siau, Mayu és Tifore szigetek (Celebesz északkeleti partvidéke mentén), eredetileg különálló fajként írták le.
- Monarcha cinerascens cinerascens (Temminck, 1827) - Celebesz, Talaud-szigetek, Maluku-szigetek és a Kis-Szunda-szigetek keleti része
- Monarcha cinerascens inornatus (Lesson & Garnot, 1829) - Új-Guinea északnyugati része, a Pápua-szigetek nyugati része és az Aru-szigetek, eredetileg különálló fajként írták le.
- Monarcha cinerascens steini (Stresemann & Paludan, 1932) - Numfor sziget (Új-Guinea északnyugati partvidéke mentén)
- Monarcha cinerascens geelvinkianus (A. B. Meyer, 1884) - Yapen és Biak sziget (Új-Guinea északnyugati partvidéke mentén), eredetileg különálló fajként írták le.
- Monarcha cinerascens fuscescens (A. B. Meyer, 1884) - apró szigetek Új-Guinea északnyugati partvidéke mentén, eredetileg különálló fajként írták le.
- Monarcha cinerascens nigrirostris (Neumann, 1929) - Új-Guinea északkeleti része és apró szigetek ezen a részen
- Monarcha cinerascens fulviventris (Hartlaub, 1868) - a Bismarck-szigetek nyugati része, eredetileg különálló fajként írták le.
- Monarcha cinerascens perpallidus (Neumann, 1924) - a Bismarck-szigetek északi és középső része
- Monarcha cinerascens impediens (Hartert, 1926) - a Bismarck-szigetek keleti része és a Salamon-szigetek
- Monarcha cinerascens rosselianus (Rothschild & Hartert, 1916) - Trobriand-szigetek, a D'Entrecasteaux-szigetek és a Louisiade-szigetek [2]

## Előfordulása
Délkelet-Ázsiában, Indonézia, Pápua Új-Guinea, a Salamon-szigetek és Kelet-Timor területén honos. Természetes élőhelyei a szubtrópusi vagy trópusi síkvidéki és hegyi esőerdők, cserjések, valamint ültetvények. Állandó, nem vonuló faj.

## Megjelenése
Testhossza 16,5–19 centiméter.

## Természetvédelmi helyzete
Az elterjedési területe rendkívül nagy, egyedszáma pedig stabil. A Természetvédelmi Világszövetség Vörös listáján nem fenyegetett fajként szerepel.